# Oleśnicka (krater wenusjański)
Oleśnicka – krater na powierzchni Wenus o średnicy 33 km, położony na 18,3° szerokości północnej i 210,9° długości wschodniej.
Decyzją Międzynarodowej Unii Astronomicznej w 1994 roku został nazwany imieniem polskiej poetki Zofii Oleśnickiej.